# 碘钟反应
碘鐘反應（Iodine clock reaction）是一種經典的秒錶反應實驗，其体现了化学动力学的原理。它于1886年被瑞士化學家汉斯·兰多尔特發現。在碘钟反应中，两种（或三种）无色的液体被混合在一起，并在几秒钟后变成蓝色。此反应可以通过多种不同的途径实现。

## 过氧化氢型碘鐘
向硫酸酸化的过氧化氢溶液中加入碘酸钾、硫代硫酸钠和淀粉的混合溶液。此时在体系中存在两个主要反应，离子方程式为：
H2O2(aq) + 3I−(aq) + 2H+ → I3− + 2H2O
I3−(aq) + 2S2O32−(aq) → 3I−(aq)+S4O62−(aq)

## 碘酸盐型碘钟
向用硫酸酸化的碘酸盐中加入亚硫酸氢钠（或先以較安定的焦亞硫酸鈉溶於水生成亞硫酸氫鈉）以及少量淀粉溶液，此时体系中出现如下反应：
IO3− (aq) + 3HSO3− (aq) →  I− (aq) + 3HSO4−(aq)
然后过量的碘酸根离子与碘离子发生归中反应：
IO3− (aq) + 5I− (aq) + 6H+ (aq) →  3I2 + 3H2O (l)
接着亚硫酸氢钠将生成的碘还原：
I2 (aq) + HSO3− (aq) + H2O (l) →  2I− (aq) + HSO4−(aq) + 2H+ (aq)

## 过硫酸盐型碘钟
通过过硫酸钾、过硫酸钠或过硫酸铵将碘离子氧化成碘单质。加入硫代硫酸钠可以将碘单质还原回碘离子。离子方程式如下：
2I−(aq) + S2O82−(aq) → I2 (aq) + 2SO42−(aq)
I2 (aq) + 2S2O32−(aq) → 2I−(aq) + S4O62−(aq)

## 氯酸盐型碘钟
将卢戈氏碘液、氯酸钠和高氯酸混合，离子方程式如下：
I3−  → I− + I2
ClO3− + I− + 2H+ → HIO +HClO2
ClO3− + HIO + H+ → HIO2 + HClO2
ClO3− + HIO2 → IO3− + HClO2